# Charlotte Corday (film 1914)
Charlotte Corday è un film muto del 1914 diretto da Arthur Maude. Prodotto dalla Kennedy Features, aveva come interpreti Constance Crawley, Arthur Maude, Harry Griffith, Felix Modjeska.

## Trama
Al tempo della rivoluzione francese, Charlotte Corday e il suo amante Barbaroux vivono un'esistenza idilliaca nella sontuosa tenuta in Normandia. Un giorno, però, la pace del luogo viene sconvolta da Jean Paul Marat, capo rivoluzionario che, innamorato segretamente di Charlotte, convince Barbaroux ad accompagnarlo a Parigi. Passa un anno. Barbaroux ormai disgustato dalle aberrazioni prodotte dal regime di terrore instaurato in Francia, proclama pubblicamente il suo dissenso. Tradito da Danton, viene arrestato mentre tenta la fuga. Intanto Charlotte, dopo avere letto la Bibbia, si sente ispirata e decide di recarsi a Parigi per portare la pace nel paese. Sconvolta dall'arresto dell'amato Barbaroux così come dalla sete di sangue di Marat, acquista un pugnale e si reca a casa del capopopolo per offrirsi in cambio della libertà di Barbaroux. Marat si trova immerso nella vasca per curare i suoi reumatismi: Charlotte lo affronta, facendogli distruggere l'ordine di esecuzione di Barbaroux e facendogli firmare l'ordine del suo rilascio. Quindi, mentre lo bacia, gli trafigge il cuore con il pugnale. Barbaroux viene liberato e Charlotte, convinta che il proprio sacrificio porterà la pace in Francia, affronta senza timore la ghigliottina.

## Produzione
Fu una delle produzioni (presentata all'inizio con il titolo A Drama of the French Revolution) della Kennedy Features, una piccola casa di produzione indipendente che, fondata da Aubrey M. Kennedy (ex Universal), propose per lo schermo alcuni film che avevano come protagonista Constance Crawley e la sua compagnia di attori.

## Distribuzione
Il film - un mediometraggio in quattro bobine - uscì nelle sale statunitensi il 18 marzo 1914 distribuito dalla Kennedy Features.